# Rafael Menacho
Rafael Menacho y Tutlló (Cádiz, 22 de mayo de 1766 - Badajoz, 4 de marzo de 1811), fue un heroico militar español que tomó parte en la Guerra de la Independencia y falleció cuando comandaba la defensa de la sitiada ciudad de Badajoz en 1811.

## Biografía
Fueron sus padres Benito Menacho y Francisca Tutlló, naturales de Cádiz. Casó en Cartagena con María Dolores Calogero, con quien tuvo seis hijos (María del Carmen, Asunción, Benito, Tomás, Rosario y Antonio)
Comenzó su carrera militar el 3 de octubre de 1784, en que sentó plaza de cadete en el Regimiento de Infantería de "La Victoria", n.º 38, después llamado "Valencia". 
Fue destinado a Ceuta el 15 de julio de 1787 como subteniente, al Regimiento de Voluntarios de "La Corona", donde permaneció dos años y cinco meses. En Ceuta ascendió a segundo teniente.
Sucedió que el rey de Marruecos, Muley al Yazid, tenía sitiada Ceuta por tierra y mar, prometiendo conquistarla a toda costa con 40.000 hombres y ayuda británica (1790-91).
Se necesitó que un oficial español al mando de su compañía saliera al Campo Exterior a destruir la Talanquera. La Talanquera era una posición avanzada situada en las alturas próximas a la posición llamada El Serrallo, donde entonces tenían el cuartel general los sitiadores, con una batería cerca instalada de artillería gruesa, la más potente de las catorce que continuamente bombardeaban Ceuta.

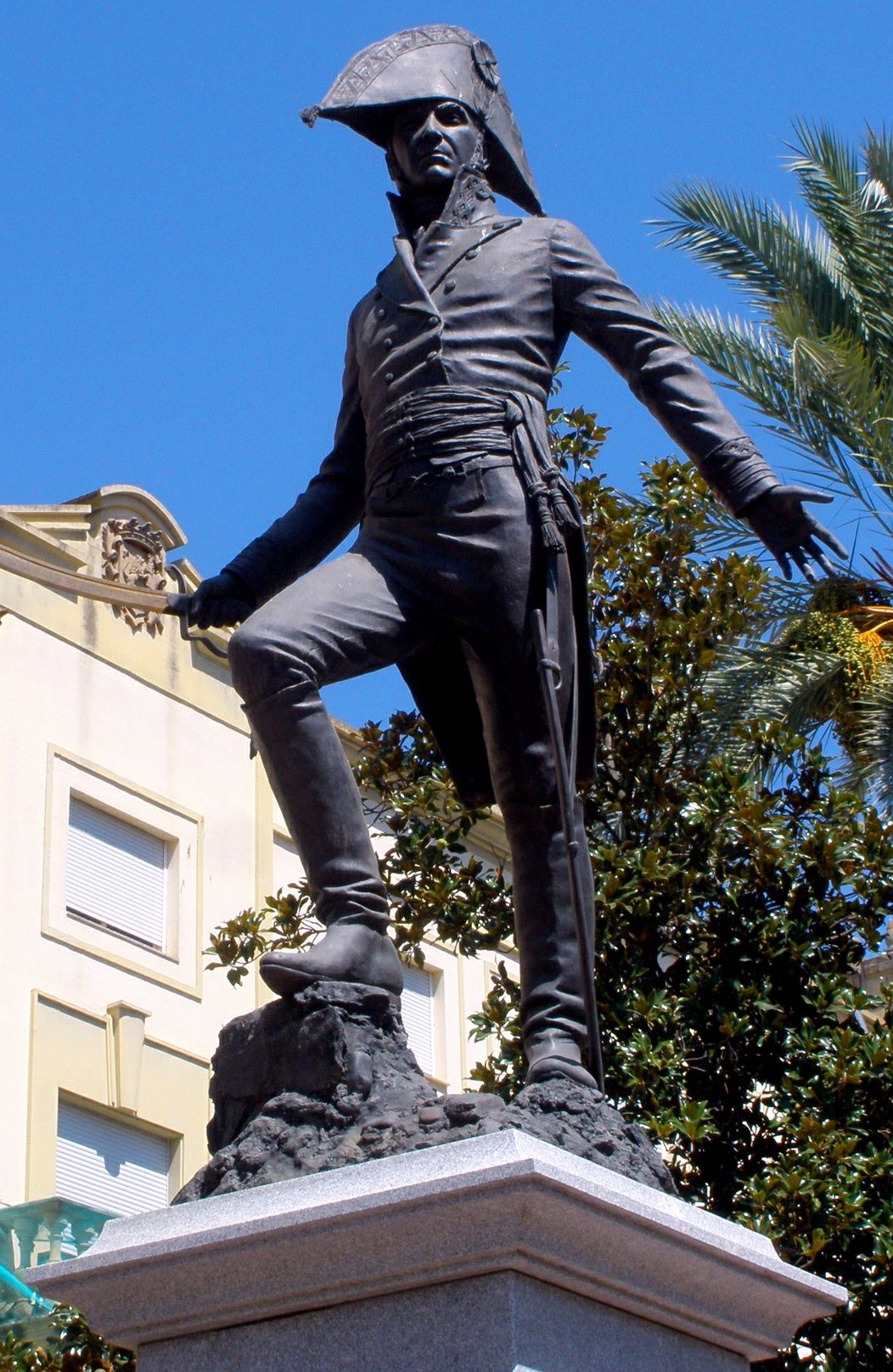
Monumento a Menacho, erigido en 2019 en la Avenida de Huelva de Badajoz

Se presentó voluntario, consiguiendo arrasarla, destruyendo la batería que más disparaba sobre Ceuta e incendiando después El Serrallo, obligando a los sitiadores a abandonarlo y teniendo que retroceder hasta Tetuán. Con ello, salvó la vida de muchos españoles y evitó que Ceuta cayera en poder musulmán, porque, de no haber sido por el aniquilamiento de dicha batería y el incendio del cuartel general enemigo, lo más probable hubiese sido que aquéllos terminaran apoderándose de Ceuta.
Más tarde tomó parte en la campaña del Rosellón, donde fue herido.
También intervino en el sitio de Gibraltar y en la Guerra de las Naranjas. 
En la Guerra de la Independencia luchó a las órdenes de Castaños, con el que ascendió a coronel en plena Bailén y le fue impuesta la Medalla de Honor. En la batalla de Bailén combatió con su división en la vanguardia del general Peña, abriendo fuego el primero. Al agotársele las municiones, cargó sus morteros con piedras, que hicieron tanto daño a los franceses que su general, Seult, protestó porque “esa forma de combate no era de cortesía militar”. Menacho le contestó que lo que “no era norma de guerra era invadir España, engañar a su rey y tenerlo secuestrado”.

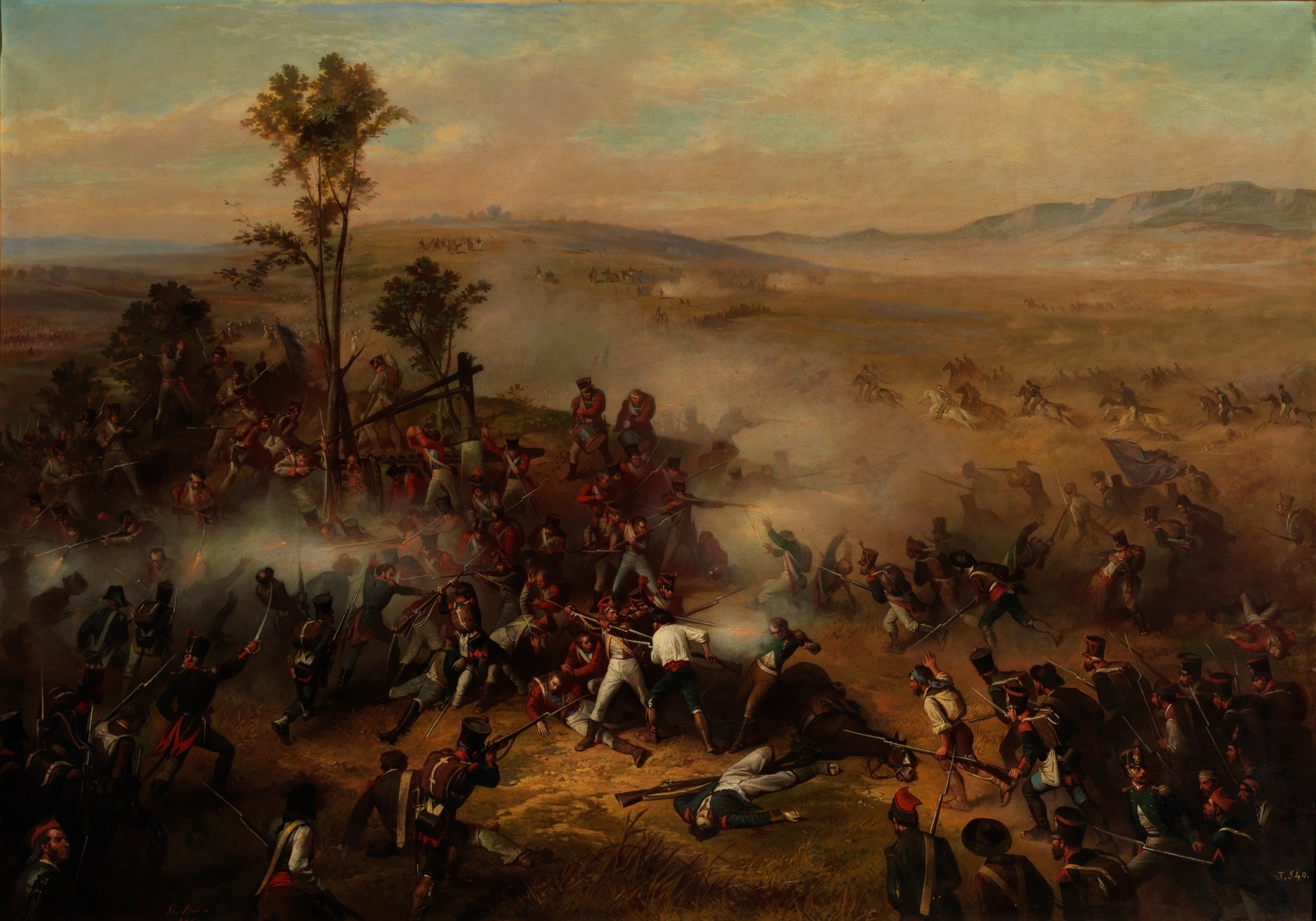
La Batalla de Bailén en una obra de Ricardo Balaca (1864), conservada en el Museo del Prado de Madrid.

Siempre terminaba sus escritos con su famoso ¡Viva la Patria!. Fue herido hasta ocho veces en combate, y siempre se negó a ser retirado de la batalla.
Pasó a mandar una división en Badajoz en 1810, del Ejército de Extremadura, siendo nombrado gobernador militar y político de la ciudad, donde se convirtió en símbolo de la resistencia férrea. Simultáneamente fue ascendido a mariscal de campo. Atacada la ciudad por Soult, el ejército que defiende la ciudad fue acosado y la fortaleza intimada insistentemente a la rendición. El general Menacho estaba decidido a no entregar la ciudad, aún si el recinto exterior era asaltado por las tropas sitiadoras; para ello mandó levantar barricadas y artillar algunas casas, abriendo aspilleras desde donde disparar. Animó a las tropas a resistir y se negó a recibir a los parlamentarios que envió Soult. Estando en la muralla, inspeccionando la defensa, recibió una descarga de artillería, cuya metralla le hirió gravemente, lo que a la postre causaría su muerte el 4 de marzo de 1811. 

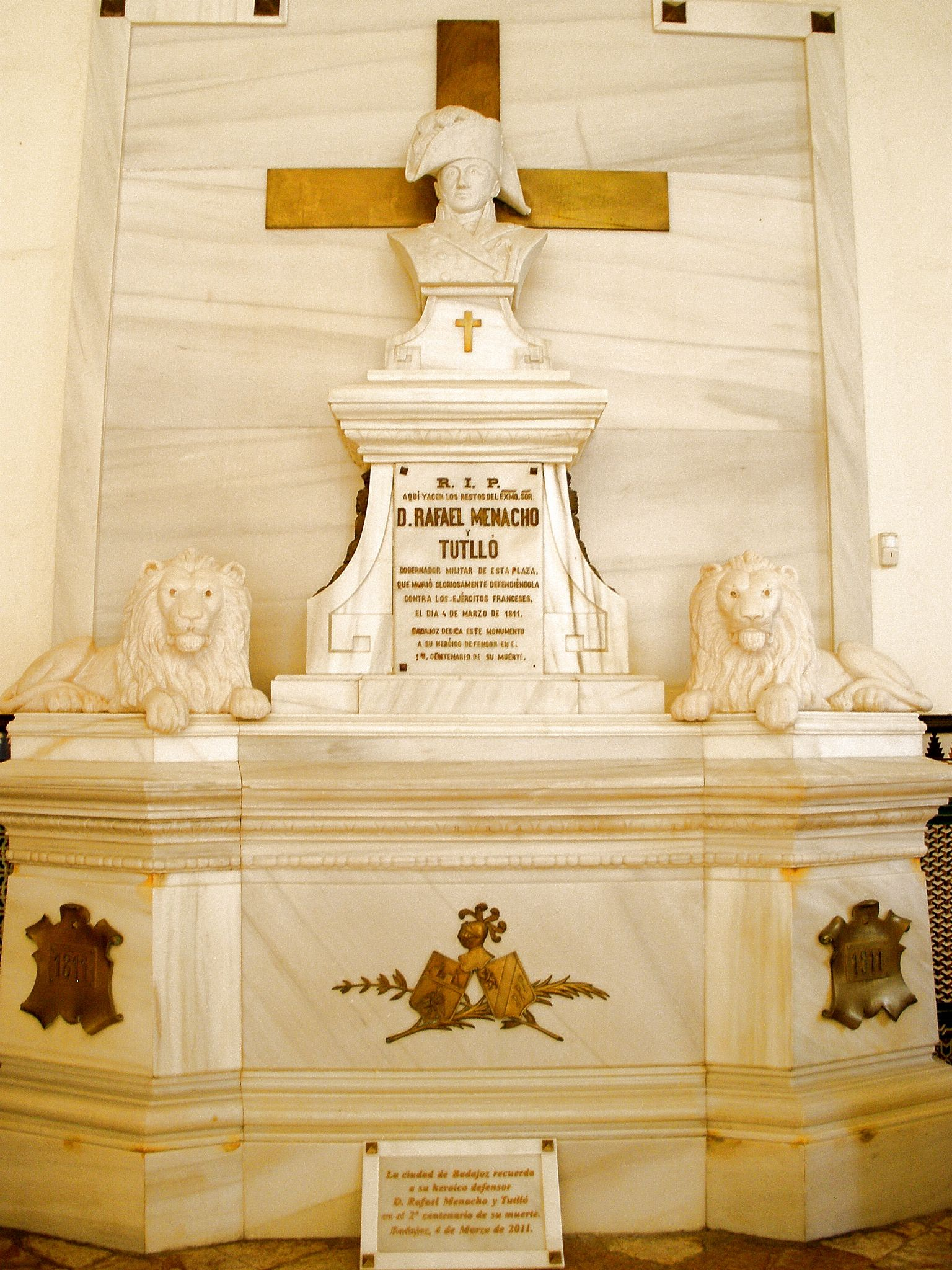
Tumba de Menacho en el claustro de la Catedral de Badajoz.

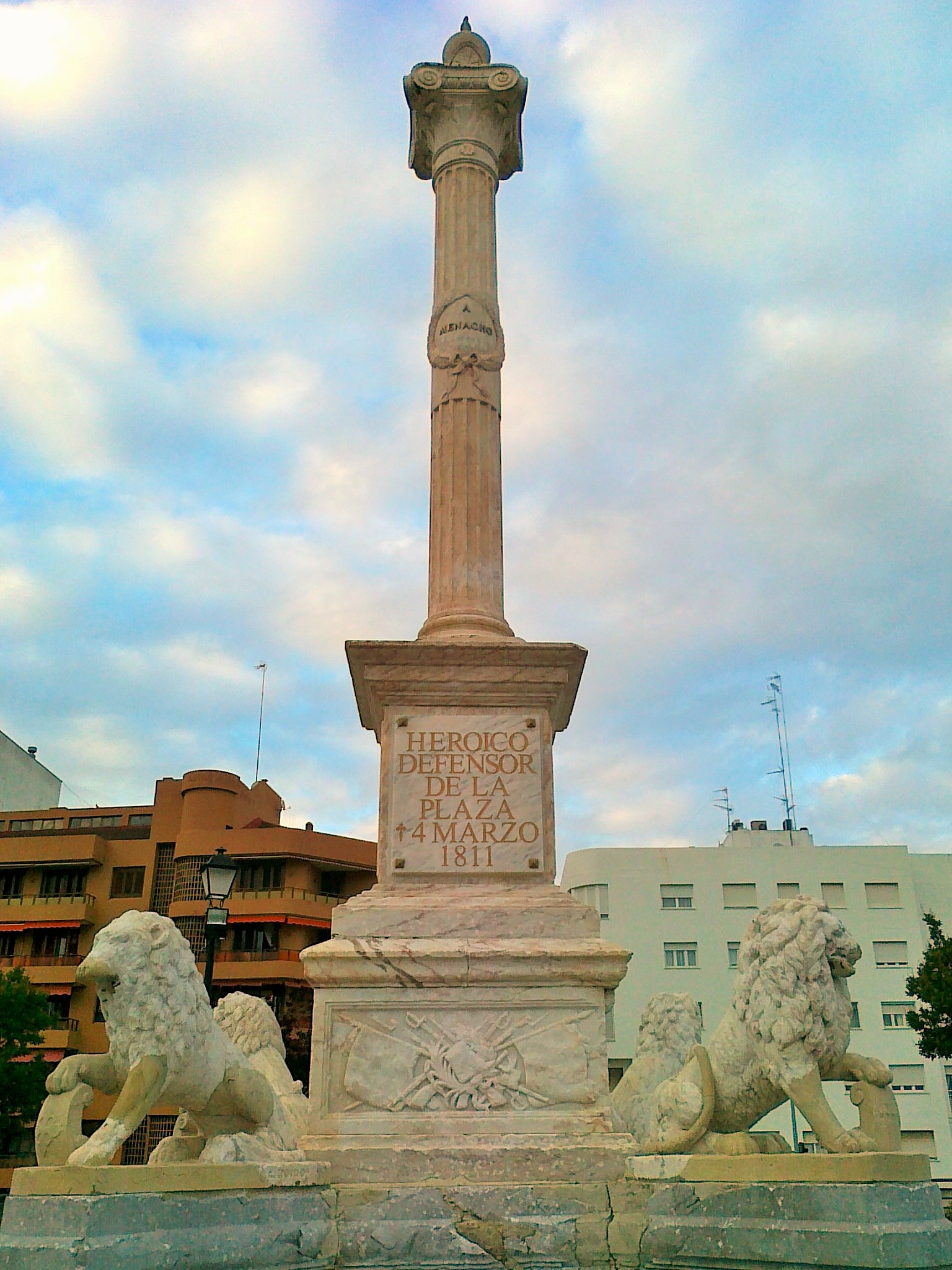
Obelisco memorial del general Menacho en el lugar donde resultó mortalmente herido, el baluarte de Santiago de la Ciudadela de Badajoz

A sus restos le fueron rendidos honores militares y sepultados en una cripta en el panteón de canónigos del sótano de la catedral de Badajoz, inicialmente de forma subrepticia, para evitar posibles represalias de las tropas invasoras napoleónicas, si caía la ciudad. Posteriormente se hizo cargo de los restos, su bicornio y otra vestimenta el Museo del Ejército. En el Boletín Oficial de la Defensa de 5 de abril de 2018, se publica la orden por la que se aprueba el traslado y el depósito temporal de los restos y objetos personales en el museo de la capitanía militar de Badajoz, en el Alcázar de Toledo.
En 1893 se erigió en el baluarte de Santiago un mausoleo en su recuerdo. Su muerte produjo honda conmoción, gran desánimo y hasta pánico. Seis días después de morir, Badajoz se rindió a los ejércitos de Napoleón. 
Fue enterrado en una cripta en el panteón de canónigos del sótano de la catedral pacense, por temor a que sus restos fueran descubiertos y profanados por los franceses. En 1880 la Diputación de Badajoz los recuperó, aunque incompletos por haber sido el panteón saqueado, encontrando el pantalón con el orificio por donde entró la bala, una bota, sable, bastón de mando, fajín, etc. Actualmente sus restos descansan en el Alcázar de Toledo. En 1893 se erigió en el baluarte de Santiago un mausoleo en su recuerdo.
Una base del Ejército de Tierra situada en Badajoz lleva su nombre (Base General Menacho).